# Purugupta

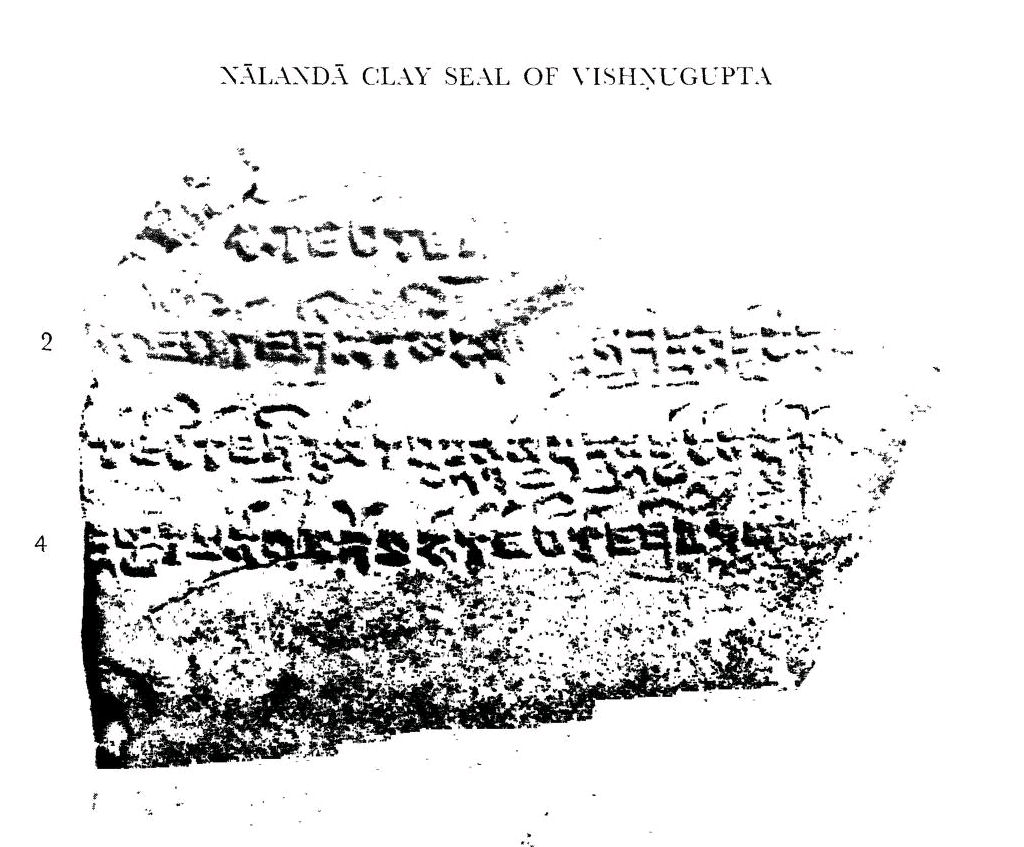
Zegel van Nalanda

Purugupta (tweede helft 5e eeuw) was heerser van het Guptarijk van ca.467 tot ca.473. Hij zou de opvolger van Skandagupta en mogelijks zijn halfbroer zijn geweest.
Volgens een zegel teruggevonden in de stad Nalanda, was hij de vader van Kumaragupta II, Budhagupta en Narasimhagupta en de grootvader van Kumaragupta III.